# Молос
Вижте пояснителната страница за други значения на Молоси.
Молос (на старогръцки: Μολοσσός, Molossus) в древногръцката митология е епоним, родоначалник на древния народ молоси в Молосия в Епир.
Той е син на Неоптолем, синът на Ахил. Майка му е троянската принцеса Андромаха, вдовицата на принц Хектор от Троя и дъщеря на Еетион (цар на Тива). Брат е на Пергам и Пиел. По Лизимах е син на Неоптолем и Ланаса.
Става цар на Епир след Хелен, третият съпруг на майка му Андромаха. Искал да отмъсти на Орест за баща си и го обвинил в Атина.
Царят на Епир Пир в епиграми нарича себе си потомък на Молос (по други версии, Пиел). Действащо лице е на трагедията на Еврипид, „Андромаха“ (Ἀνδρομάχη). Овидий споменава „Децата на Молос“.